# Treriksröset, Sør-Varanger

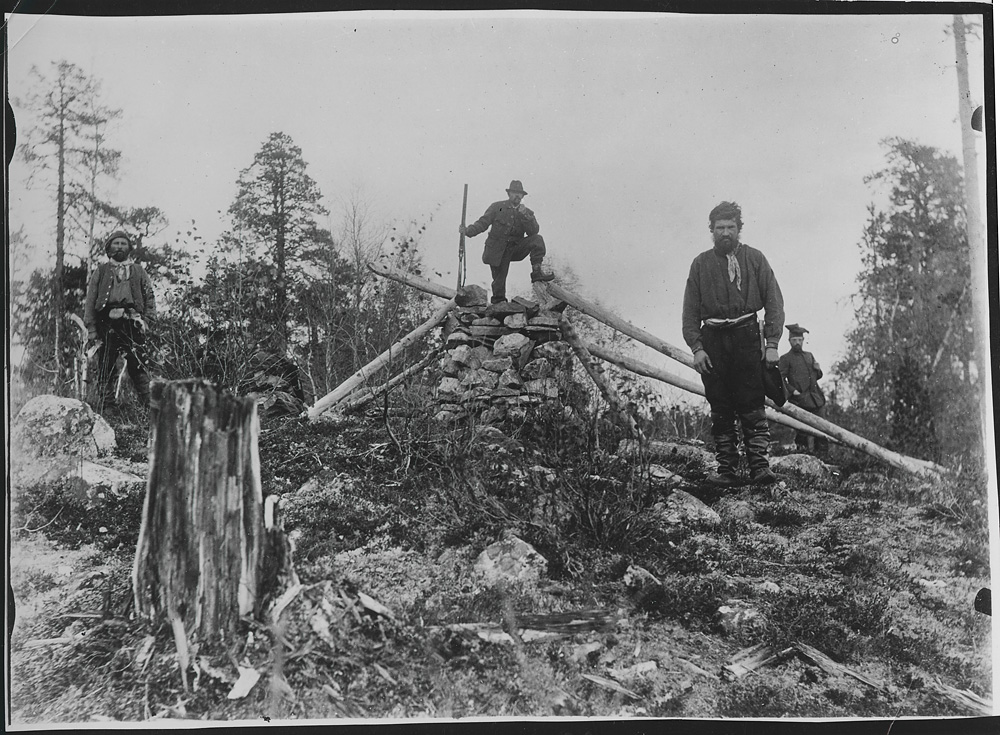
Fyra män vid Treriksröset, okänt år. Fotograf: Ellisif Wessel (1866–1949).

Treriksröset i Sør-Varanger är ett gränsröse där gränserna mellan Finland, Norge och Ryssland möts, 15 kilometer sydost om Nyrud i Pasvikdalen i Sør-Varangers kommun. Det är den enda platsen där tre länder med tre olika tidszoner möts. 2011–2014 hade Ryssland "permanent sommartid" och skillnaden vintertid mellan norsk och rysk tid (Moskvatid) vid röset var då tre timmar. Numera är skillnaden vintertid två timmar och sommartid en timme.
Omkring sju kilometer sydost om Treriksröset ligger den ryska ödebyn Nautsk, tidigare Nautsi, vid Pasvikälven i Petsamoområdet. Strax uppströms Nautsk ligger Rajakoski kraftverk, också i Ryssland.
Treriksröset ligger på norska sidan i Øvre Pasviks nationalpark, strax väster om berget Krokfjell. De skyddade områdena kring treriksröset bildar Pasvik–Enare trilaterala naturskyddsområde.
Det är förbjudet att röra sig runt röset, eftersom passage av både Rysslands och Schengenområdets yttre gräns bara är tillåtet vid gränskontrollstationer. Området bevakas av norska och ryska vakter. Det är dessutom förbjudet att fotografera rysk personal och militära installationer eller med teleobjektiv med en brännvidd på över 200 mm över gränsen. På norsk sida följs vandrare till röset som regel av gränsjägare för att förhindra olaglig gränspassage till Ryssland. Den kortaste vandringen från en parkeringsplats är cirka 5 kilometer från Grensefoss i Norge. Från finländsk sida går rutten till röset via ödemarksområdet och därifrån mellan gränsen och gränszonen, cirka 10 km.